# Pietro Lissia
Pietro Lissia Mariotti (Calangianus, 8 dicembre 1877 – Roma, 1º luglio 1957) è stato un magistrato e politico italiano.

## Biografia
Pietro Lissia entra nell'amministrazione pubblica del Ministero dell'Interno nel 1903, vi rimane come semplice impiegato fino al 1913, quando viene promosso 1º segretario e destinato alla Direzione generale dell'amministrazione civile del suddetto Ministero. All'entrata in guerra del Regno d'Italia nel 1915 Lissia parte volontario nel 51º Reggimento di Fanteria, dove ha prestato servizio di leva; il 23 settembre dello stesso anno viene gravemente ferito sul monte San Michele, al punto da dover lasciare l'uniforme e rientrare nella vita civile. Nel luglio 1917, tornato in Sardegna col grado di colonnello della riserva, viene nominato commissario straordinario del comune de La Maddalena, dove rimane per circa un anno.
Nel 1919 si dimette dal grado nel frattempo raggiunto di Ispettore generale amministrativo per candidarsi deputato nelle Elezioni politiche italiane del 1919 nella lista del Fascio giovanile sardo (aderente alla concentrazione radicale ed estranea ai Fasci italiani di combattimento). Viene rieletto alle successive Elezioni politiche italiane del 1921, stavolta nel blocco nazionale fascista-liberale, e nel corso della legislatura viene nominato due volte sottosegretario: al ministero della guerra nel Governo Facta I e alle finanze nei primi nove mesi del governo Mussolini. Nel 1923 abbandona il gruppo parlamentare radicale ed aderisce ufficialmente al Partito Nazionale Fascista. Nello stesso anno, in base alla nuova legge elettorale politica, viene reintegrato nei ruoli dell'amministrazione dell'interno in aspettativa, restituendo all'erario (sempre in virtù della normativa), le quote di pensione fino ad allora incassate.
Nel 1924 è candidato nel listone fascista per la circoscrizione sarda e rieletto per la terza volta. In questa terza legislatura della sua carriera ha fatto parte di un gruppo di cinquanta deputati, tra i quali Giovanni Gronchi, Raffaele Paolucci e Antonio Salandra, che con susseguenti riunioni hanno tentato di ricomporre la crisi parlamentare seguita alla secessione dell'Aventino; l'idea di un ordine del giorno per la calendarizzazione di un dibattito parlamentare che ponesse fine alla violenza squadrista, al ritorno alla legalità nei rapporti parlamentari e al ritorno del sistema elettorale per collegi uninominali, tuttavia, viene vanificata da una delazione a Mussolini, che anche in vista di questa iniziativa pronuncia il suo famoso Discorso di Benito Mussolini del 3 gennaio 1925.
Sempre nel 1924 è nominato consigliere di stato, carica che mantiene fino al collocamento a riposo nel 1944 assumendo anche la presidenza di una sezione non precisata. 
Nel 1929 rifiuta la nomina a consigliere nazionale e viene nominato senatore a vita come deputato "dopo tre legislature o sei anni di esercizio". Viene dichiarato decaduto con sentenza dell'Alta Corte di Giustizia per le Sanzioni contro il Fascismo del 28 settembre 1944.
Il Lissia Mariotti però presenta ricorso davanti alle Sezioni Unite Civili della Cassazione, ottenendo l'annullamento della decadenza, seppure dopo la soppressione del Senato Regio.